# 宴座
宴座（えんのざ）とは、節会・大饗・釈奠の儀式後に開かれる宴席のこと。

## 概要
朝廷における儀式後の公式の宴席・勧杯の場として開かれるもので、公宴座という別名もある（『九条年中行事』釈奠条）。宴席といっても公的な儀式の一環として、様々な作法があった。通常、三献であるが、後には六献まで行われるケースもあった。三献（六献）が終わると、場所を移して私的な要素の強い穏座にて改めて宴席が開かれた。